# Дудчине
Ду́дчине — село в Україні, у Тавричанській сільській громаді Каховського району Херсонської області. Населення становить 959 осіб.
24 лютого 2022 року село тимчасово окуповане російськими військами під час російсько-української війни.